# ماك سوزوكي
ماك سوزوكي (باليابانية: マック鈴木؛ بالكانا: すずき まこと) هو لاعب كرة قاعدة ياباني، ولد في 31 مايو 1975 في كوبه في اليابان.

## وصلات خارجية
- ماك سوزوكي على موقع دوري كرة القاعدة الرئيسي (الإنجليزية)
- ماك سوزوكي على موقع الدوري الياباني لكرة القاعدة (الإنجليزية)
- ماك سوزوكي على موقعبيزبول رفرنس.كوم (الدوري الرئيسي) (الإنجليزية)
- ماك سوزوكي على موقعبيزبول رفرنس.كوم (الدوري الثانوي) (الإنجليزية)
- ماك سوزوكي على موقع إي إس بي إن.كوم (أم.أل.بي) (الإنجليزية)
- ماك سوزوكي على موقع مشجعي الرسوم البيانية (الإنجليزية)